# 羅基布爾縣
羅基布爾縣是孟加拉國吉大港區的一個縣，位於該國南部，西界恆河（沙赫巴茲布爾河）。面積1,455.96平方公里。2001年人口1,489,901人。
下分四個鄉。